# Gravesia serratifolia
Gravesia serratifolia — вид квіткових рослин родини меластомових (Melastomataceae). Описаний у 2019 році.

## Поширення
Ендемік Мадагаскару. Поширений лише в Національному парку Марожежі на північному сході країни.